# Ndeberi
Ndeberi är ett vattendrag i Burundi.   Det ligger i provinsen Mwaro, i den centrala delen av landet, 50 km öster om huvudstaden Bujumbura.
Omgivningarna runt Ndeberi är en mosaik av jordbruksmark och naturlig växtlighet. Runt Ndeberi är det tätbefolkat, med 411 invånare per kvadratkilometer.